# Esbart Teatral de Castellar del Vallès
Esbart Teatral de Castellar del Vallès (ETC) és un grup de teatre fundat el 1910 a Castellar del Vallès com a Centre Castellarenc. Fins al 1936 només hi participaven homes, llevat en algunes comptades excepcions. El 1939 adoptà el nom d'Amigos del Teatro i fins al 1942 la major part de les representacions es feien en castellà. El 1943 entrà en una etapa d'inactivitat trencada el 1952, quan entrà a formar part del grup de teatre de l'Ateneu Castellarenc. Aleshores col·laborà amb el grup teatral el Pomell Artístic, amb el Coro Castellarenc i el Centre Parroquial per a escenificar Els pastors cantaires de Betlem de Mossèn Joan Abarcat.
Entre 1962 i 1967 es mantingué com a secció de l'Ateneu però de sense activitat, fins que una colla de joves va muntar un espectacle amb la participació d'antics membres del grup. El 1981, quan es va dissoldre la junta de l'Ateneu, es va refundar com a organització independent i aplegà els grups de geganters i diables, creats el 1979. Però la fita més important fou la inauguració de l'Auditori Miquel Pont el 1989, amb el Retaule del Flautista, que va comptar amb la participació bona part dels veïns de Castellar del Vallès. El 2011 va rebre la Creu de Sant Jordi
L'ETC compta amb un grup de teatre, una colla gegantera, amb la colla d'infants geganters Gegantons, una colla de diables, el grup de diables infantils Espurnes, el grup de percussió TucantamDrums, un grup de Tabalers i el grup musical Van de Vinatxo.
L'ETC col·labora habitualment en l'organització de la Festa Major de Castellar amb les seves diferents seccions i, a banda, gestiona la programació teatral de la Sala de Petit Format de l'Ateneu amb produccions pròpies i alienes. Organitza el cicle de LECTURES DRAMATITZADES LLEGIDES, en mesos alterns, a la Sala de Petit Format i col·labora amb la Biblioteca Municipal Antoni Tort en diverses activitats, com la lectura pública de novel·les que es fa al mes de desembre de cada any i habitualment també en el Mes temàtic amb un espectacle de creació pròpia i específica per a l'activitat de la Biblioteca. Juntament amb Espaiart, organitza des de 2013 la MOSTRA DE TEATRE INFANTIL I JUVENIL DE CASTELLAR DEL VALLÈS.
L'actual presidenta és Montse Gatell Pérez, escollida, amb el seu equip, el febrer de 2016 en l'assemblea on es va presentar el projecte ESBART TOTAL, una proposta de consolidació de la identitat de l'entitat, de gestió de les diferents seccions i de promoció de les activitats diverses, tot i que l'activitat principal de l'entitat és el teatre.